# تئاتر مجستیک (سن آنتونیو)

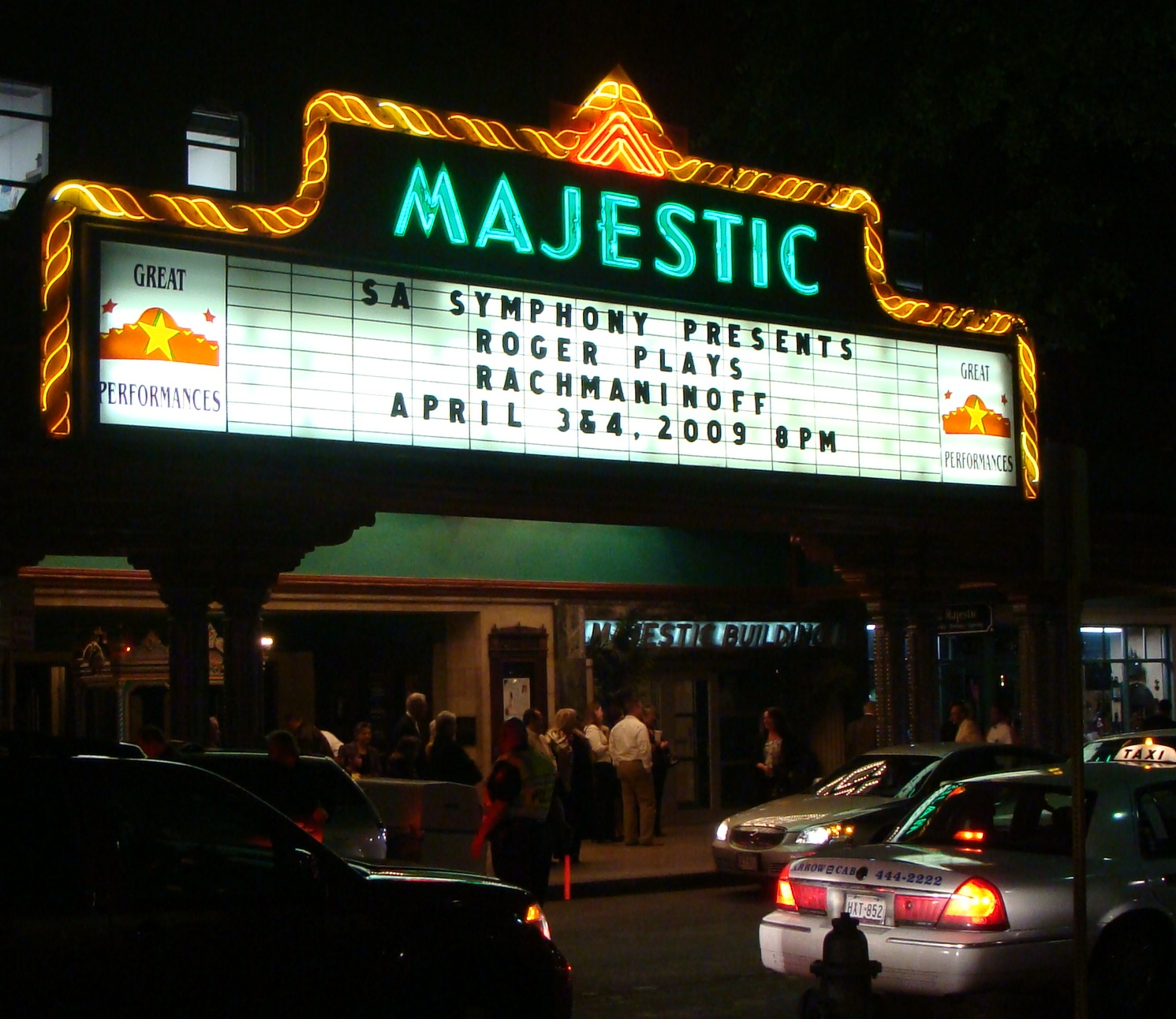

تئاتر مجستیک (به انگلیسی: Majestic Theatre) از قدیمی‌ترین و زیباترین تالارهای نمایشی آمریکاست.
این تالار گنبدنما که در شهر سن آنتونیو قرار دارد در سال ۱۹۲۹ ساخته شد و گنجایش ۲۳۰۰ نفر را دارد.
در گنبد این تالار درخشش ستارگان و حرکت ابرها شبیه‌سازی شده‌است. معمار این بنا جان ابرسون آمریکایی است.
تالار از سال ۱۹۹۳ تاکنون به ثبت مکانهای تاریخی ایالات متحده درآمده‌است.
از سال ۱۹۸۹ تاکنون این تالار خانه ارکست سمفونی سن آنتونیو بوده‌است.

## نگارخانه

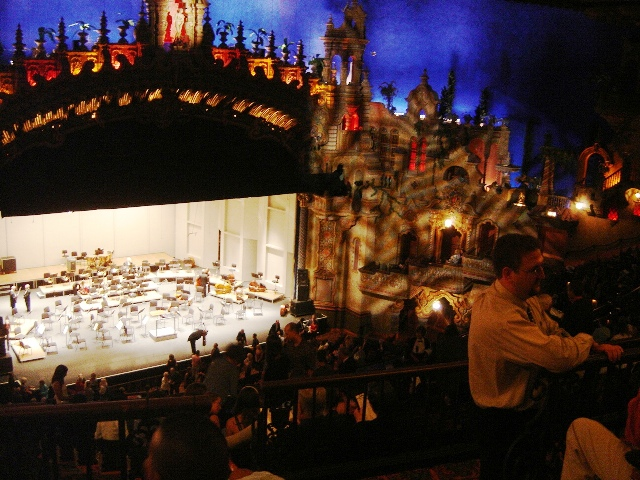
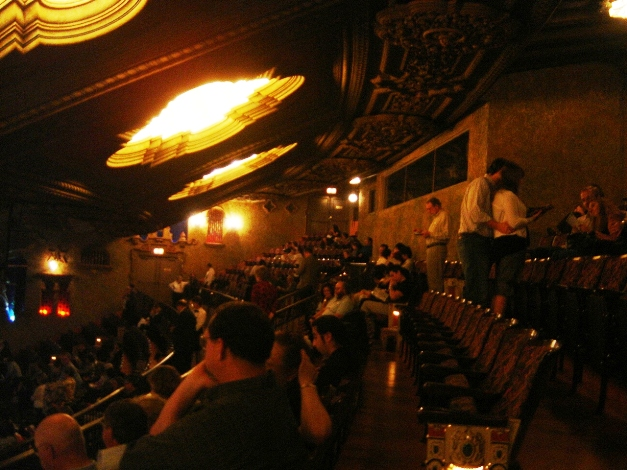
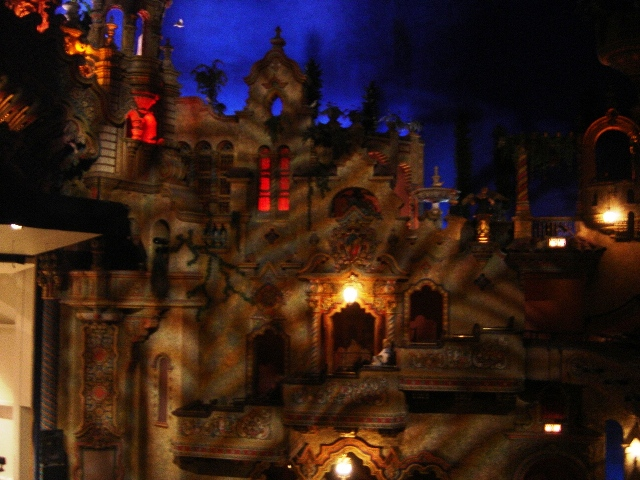
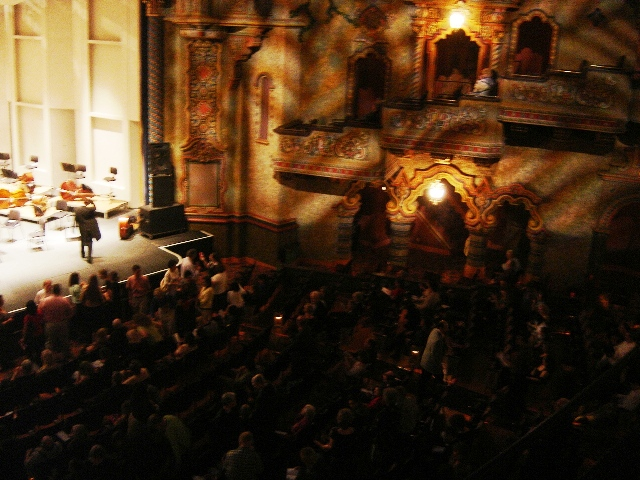